# Cohors II Augusta Cyrenaica equitata

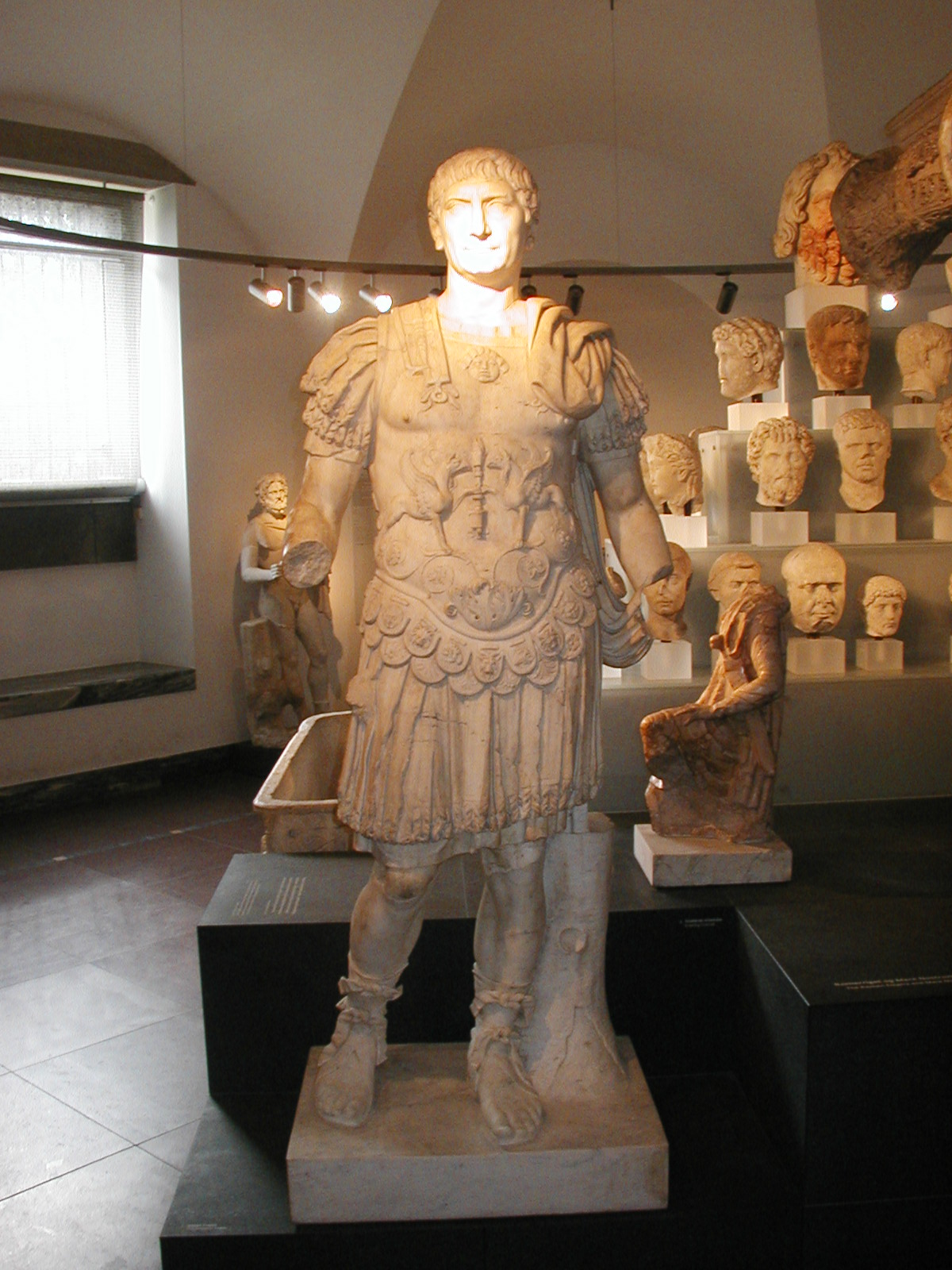
Trajano como general en la Ny Carlsberg Glyptotek en Copenhague, quien restituyó el título de Augusta a la Cohors II Augusta Cyreanica equitata en 98.

La Cohors II Augusta Cyreanica equitata fue una unidad de auxilia de infantería del ejército del Imperio Romano del tipo cohors quinquagenaria equitata, cuya existencia está constatada desde la primera mitad del siglo I hasta finales del segundo tercio del siglo II.

## Reclutamiento y operaciones bajo los Julio-Claudios y el año de los cuatro emperadores
Esta cohorte fue reclutada por orden del emperador Claudio I en 49 en Cirenaica en  la provincia romana  Creta et Cyrenaica, por lo que recibió el epíteto Cyrenaica, y además se le asignó el epíteto complementario de Augusta, siempre relacionado con la casa imperial y con el emperador Augusto, del que Claudio se consideraba continuador y digno sucesor. Está leva estaba relacionada con el final de las operaciones de conquista de Britannia y la consiguiente reorganización de unidades auxiliares del ejército imperial, lo que conllevó la creación de nuevas cohortes de infantería. La unidad fue enviada, posiblemente, al limes del Rin, estableciendo sus reales en la parte alta del curso de ese río, en el distrito militar de Germania Superior, participando en las operaciones realizadas contra los germanos del otro lado del Rin y custodiando la orilla romana, aunque no existe ninguna prueba epigráfica al respecto anterior a 74.
Sus labores de guarnición bajo los Julio-claudios se vieron interrumpidas en 68 con el asesinato de Nerón y la guerra civil que enfrentó, sucesivamente, a Galba, Otón, Vitelio y Vespasiano en 69, declarándose la unidad partidaria, sucesivamente, de Galba, Vitelio y, por último Vespasiano, y debió combatir la rebelión de los bátavos en 69-70 a las órdenes de Petilio Cerial.

## Los Flavios

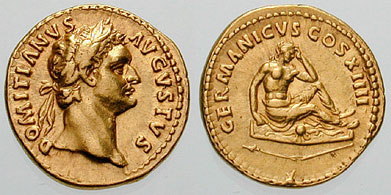
Aúreo de Domiciano conmemorando su victoria germánica, campaña en la que participó la Cohors II Augusta Cyreanica equitata, siendo castigada por este emperador con la pérdida del título de Augusta por colaborar en la sublevación de Antonio Saturnino en 89.

Una vez restablecida la paz con la victoria sobre los bátavos  en 70, la unidad debió volver a las labores de guarnición en el alto Rhin, como aparece constatadao en un diploma militaris  fechado en 74, bajo Vespasiano. En esta época, sus reales debían estar en el castellum Butzbach (Alemania),  al noreste de la gran base de Mogontiacum, como indican materiales de construcción sellados con la figlina de la unidad.
Bajo Domiciano, la unidad debió colaborar en las operaciones de ampliación del  limes Germanicus, entre 82 y 84. En 89, la cohorte apoyó la rebelión de Lucio Antonio Saturnino contra este emperador y, aunque rápidamente volvió a ser leal a Domiciano, quien castigó a la unidad con la pérdida del epíteto de Augusta, como atestiguan tres ejemplares de un Diploma militaris fechado el 27 de octubre de 90 y materiales de construcción sellados con su figlina en el  castellum Heidelberg (Alemania), al sur de Mogontiacum.

## La unidad durante elsigloII
La Cohors II Augusta Cyreanica equitatacontinuaba formando parte de la guarnición de Germania Superior bajo Trajano, participando en las operaciones que este emperador realizó para estabilizar el limes Germanicus entre 98 y 100. Este emperador rehabilitó la unidad devolviéndole el epíteto de Augusta, como garantiza un  Diploma militaris fechado el 8 de noviembre de 116. En este momento, la unidad debía continuar en el castellum Heidelberg, donde un jinete anónimo encuadrado en la turma del decurio Aurelio Restituto dedicó un ara votiva a una divinidad, cuyo nombre no se ha conservado.
La cohorte continuaba en su provincia bajo Adriano, como indican dos Diplomata militaris fechados en 130. y el 16 de octubre de 134.
A finales del imperio de Adriano, entre 135 y 138, la unidad participó en la ampliación hacia el este del limes Germanicus, en los Agri Decumates. La pervivencia de la unidad más allá del 138 solo esta atestiguada por una inscripción votiva procedente del castellum Nida (Heddernheim, Alemania) erigida por el veterano de la cohorte Atilio Tercio en honor de Júpiter Doliqueno hacia mediados del siglo II.
La unidad debió ser destruida a comienzos del imperio conjunto de Marco Aurelio y Lucio Vero, cuando los catos realizaron varias razzias contra Germania Superior, preludio de los grandes movimientos germanos acaecidos durante las guerras marcomanas.

## Bibliografía

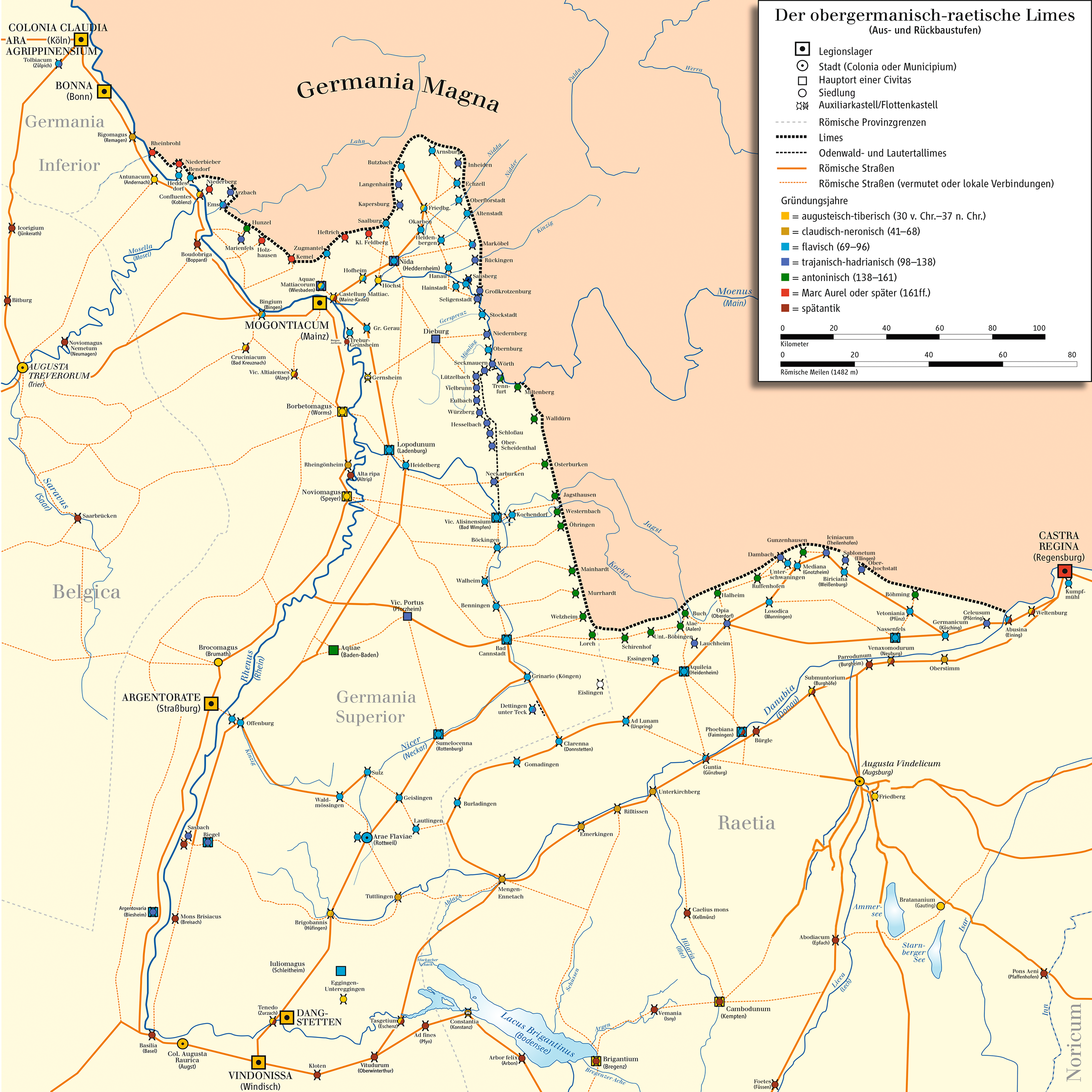
Mapa del Limes Germanicus, en el cual prestó servicio la Cohors II Augusta Cyrenaica equitata.